# Ally (Cantal)
Pour les articles homonymes, voir Ally.
Ally est une commune française située dans le département du Cantal, en région Auvergne-Rhône-Alpes.

## Géographie
Commune bordée au nord par l'Auze et à l'est, par son affluent, la Sionne.

### Communes limitrophes
Les communes limitrophes sont  Barriac-les-Bosquets, Brageac, Chaussenac, Drugeac, Escorailles, Le Vigean, Mauriac, Pleaux et Sainte-Eulalie.

### Climat
Pour des articles plus généraux, voir Climat d'Auvergne-Rhône-Alpes et Climat du Cantal.
En 2010, le climat de la commune est de type climat de montagne, selon une étude du CNRS s'appuyant sur une série de données couvrant la période 1971-2000. En 2020, Météo-France publie une typologie des climats de la France métropolitaine dans laquelle la commune est exposée à un climat de montagne ou de marges de montagne et est dans la région climatique Ouest et nord-ouest du Massif Central, caractérisée par une pluviométrie annuelle de 900 à 1 500 mm, maximale en automne et en hiver.
Pour la période 1971-2000, la température annuelle moyenne est de 9,5 °C, avec une amplitude thermique annuelle de 15,1 °C. Le cumul annuel moyen de précipitations est de 1 329 mm, avec 12,9 jours de précipitations en janvier et 8,2 jours en juillet. Pour la période 1991-2020, la température moyenne annuelle observée sur la station météorologique de Météo-France la plus proche, sur la commune de Saint-Privat à 17 km à vol d'oiseau, est de 10,7 °C et le cumul annuel moyen de précipitations est de 1 324,6 mm,. Pour l'avenir, les paramètres climatiques de la commune estimés pour 2050 selon différents scénarios d'émission de gaz à effet de serre sont consultables sur un site dédié publié par Météo-France en novembre 2022.

## Urbanisme

### Typologie
Au 1er janvier 2024, Ally est catégorisée commune rurale à habitat dispersé, selon la nouvelle grille communale de densité à 7 niveaux définie par l'Insee en 2022.
Elle est située hors unité urbaine. Par ailleurs la commune fait partie de l'aire d'attraction de Mauriac, dont elle est une commune de la couronne,. Cette aire, qui regroupe 16 communes, est catégorisée dans les aires de moins de 50 000 habitants,.

### Occupation des sols
L'occupation des sols de la commune, telle qu'elle ressort de la base de données européenne d’occupation biophysique des sols Corine Land Cover (CLC), est marquée par l'importance des territoires agricoles (84,8 % en 2018), en augmentation par rapport à 1990 (81,9 %). La répartition détaillée en 2018 est la suivante : prairies (67,9 %), zones agricoles hétérogènes (16,9 %), forêts (13,2 %), zones urbanisées (2 %). L'évolution de l’occupation des sols de la commune et de ses infrastructures peut être observée sur les différentes représentations cartographiques du territoire : la carte de Cassini (XVIIIe siècle), la carte d'état-major (1820-1866) et les cartes ou photos aériennes de l'IGN pour la période actuelle (1950 à aujourd'hui).

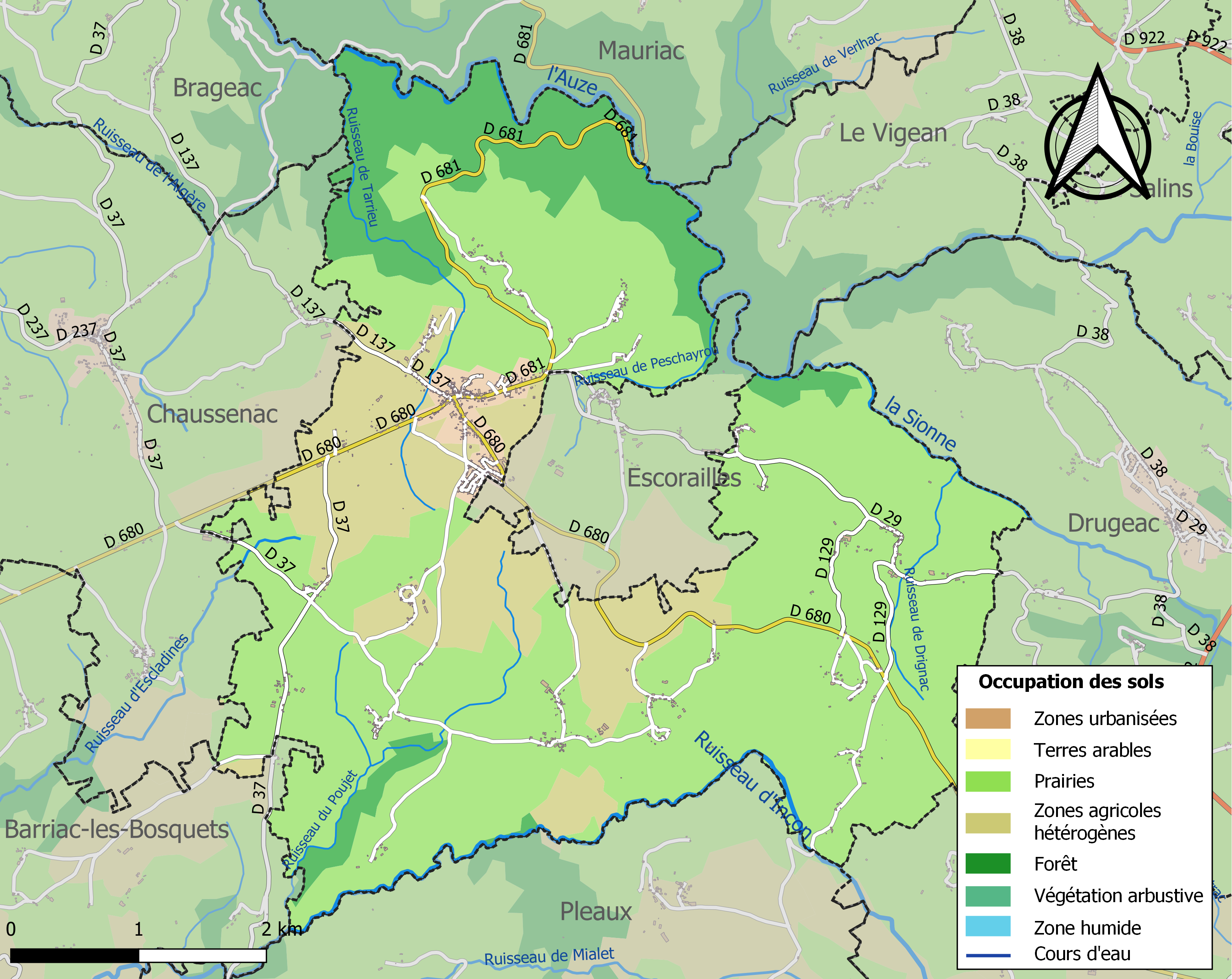
Carte des infrastructures et de l'occupation des sols de la commune en 2018 (CLC).

### Habitat et logement
En 2018, le nombre total de logements dans la commune était de 444, alors qu'il était de 455 en 2013 et de 436 en 2008.
Parmi ces logements, 60,6 % étaient des résidences principales, 26,4 % des résidences secondaires et 13,1 % des logements vacants. Ces logements étaient pour 92,6 % d'entre eux des maisons individuelles et pour 7,2 % des appartements.
Le tableau ci-dessous présente la typologie des logements à Ally en 2018 en comparaison avec celle du Cantal et de la France entière. Une caractéristique marquante du parc de logements est ainsi une proportion de résidences secondaires et logements occasionnels (26,4 %) supérieure à celle du département (20,4 %) et à celle de la France entière (9,7 %). Concernant le statut d'occupation de ces logements, 79,2 % des habitants de la commune sont propriétaires de leur logement (77,1 % en 2013), contre 70,4 % pour le Cantal et 57,5 pour la France entière.
| Typologie                                               | Ally | Cantal | France entière |
| ------------------------------------------------------- | ---- | ------ | -------------- |
| Résidences principales (en %)                           | 60,6 | 67,7   | 82,1           |
| Résidences secondaires et logements occasionnels (en %) | 26,4 | 20,4   | 9,7            |
| Logements vacants (en %)                                | 13,1 | 11,9   | 8,2            |

## Toponymie
Le nom de la localité est attesté sous sa forme occitane Ali en 1373, puis sous les formes Alys en 1653, Ali en 1671, Haly en 1674, Alix en 1698.

## Histoire
Le 1er janvier 1973, elle fusionne avec la commune de Brageac et l'ancienne commune de Drignac. Brageac est rétablie en 1985.

## Politique et administration

### Découpage territorial
La commune d'Ally est membre de la communauté de communes du Pays de Salers, un établissement public de coopération intercommunale (EPCI) à fiscalité propre créé le 19 décembre 2003 dont le siège est à Salers. Ce dernier est par ailleurs membre d'autres groupements intercommunaux.
Sur le plan administratif, elle est rattachée à l'arrondissement de Mauriac, à la circonscription administrative de l'État du Cantal et à la région Auvergne-Rhône-Alpes.
Sur le plan électoral, elle dépend du canton de Mauriac pour l'élection des conseillers départementaux, depuis le redécoupage cantonal de 2014 entré en vigueur en 2015, et de la deuxième circonscription du Cantal  pour les élections législatives, depuis le dernier découpage électoral de 2010.

### Liste des maires
| Période                                  | Période      | Identité       | Étiquette            | Qualité                                                                  |
| ---------------------------------------- | ------------ | -------------- | -------------------- | ------------------------------------------------------------------------ |
| Les données manquantes sont à compléter. |              |                |                      |                                                                          |
| juin 1995                                | juillet 2017 | Jean-Yves Bony | RPR puis UMP puis LR | Conseiller départemental du canton de Mauriac (2015 → ) Député (2017 → ) |
| juillet 2017                             | En cours     | Pascal Terrail | SE                   |                                                                          |

## Population et société

### Démographie

#### Évolution démographique
L'évolution du nombre d'habitants est connue à travers les recensements de la population effectués dans la commune depuis 1793. Pour les communes de moins de 10 000 habitants, une enquête de recensement portant sur toute la population est réalisée tous les cinq ans, les populations de référence des années intermédiaires étant quant à elles estimées par interpolation ou extrapolation. Pour la commune, le premier recensement exhaustif entrant dans le cadre du nouveau dispositif a été réalisé en 2008.

En 2022, la commune comptait 596 habitants, en évolution de −2,61 % par rapport à 2016 (Cantal : −1,08 %, France hors Mayotte : +2,11 %).
| 1793  | 1800 | 1806  | 1821  | 1831  | 1836  | 1841  | 1846  | 1851  |
| ----- | ---- | ----- | ----- | ----- | ----- | ----- | ----- | ----- |
| 1 159 | 971  | 1 270 | 1 377 | 1 190 | 1 233 | 1 131 | 1 347 | 1 285 |

| 1856  | 1861  | 1866  | 1872  | 1876  | 1881  | 1886  | 1891  | 1896  |
| ----- | ----- | ----- | ----- | ----- | ----- | ----- | ----- | ----- |
| 1 187 | 1 324 | 1 262 | 1 172 | 1 131 | 1 166 | 1 216 | 1 200 | 1 204 |

| 1901  | 1906  | 1911  | 1921  | 1926  | 1931  | 1936  | 1946 | 1954 |
| ----- | ----- | ----- | ----- | ----- | ----- | ----- | ---- | ---- |
| 1 205 | 1 207 | 1 206 | 1 108 | 1 095 | 1 058 | 1 040 | 998  | 880  |

| 1962 | 1968 | 1975  | 1982 | 1990 | 1999 | 2006 | 2008 | 2013 |
| ---- | ---- | ----- | ---- | ---- | ---- | ---- | ---- | ---- |
| 889  | 814  | 1 008 | 861  | 698  | 700  | 671  | 663  | 635  |

| 2018 | 2022 | - | - | - | - | - | - | - |
| ---- | ---- | - | - | - | - | - | - | - |
| 599  | 596  | - | - | - | - | - | - | - |

#### Pyramide des âges
La population de la commune est relativement âgée. En 2020, le taux de personnes d'un âge inférieur à 30 ans s'élève à 18,9 %, soit un taux inférieur à la moyenne départementale (26,7 %). Le taux de personnes d'un âge supérieur à 60 ans (46,9 %) est supérieur au taux départemental (36,3 %).
En 2020, la commune comptait 288 hommes pour 311 femmes, soit un taux de 51,92 % de femmes, supérieur au taux départemental (51,16 %).
Les pyramides des âges de la commune et du département s'établissent comme suit :
| Hommes | Classe d’âge | Femmes |
| ------ | ------------ | ------ |
| 3,5    | 90 ou +      | 5,8    |
| 15,3   | 75-89 ans    | 19,7   |
| 25,1   | 60-74 ans    | 24,2   |
| 23,3   | 45-59 ans    | 20,6   |
| 12,8   | 30-44 ans    | 11,8   |
| 9,7    | 15-29 ans    | 8      |
| 10,3   | 0-14 ans     | 9,9    |

| Hommes | Classe d’âge | Femmes |
| ------ | ------------ | ------ |
| 1,2    | 90 ou +      | 3,1    |
| 10,1   | 75-89 ans    | 13,5   |
| 22,9   | 60-74 ans    | 22,6   |
| 21,8   | 45-59 ans    | 20,5   |
| 16,1   | 30-44 ans    | 15,2   |
| 13,8   | 15-29 ans    | 11,9   |
| 14,2   | 0-14 ans     | 13,3   |

## Culture locale et patrimoine

### Lieux et monuments
- Le château de La Vigne qui a accueilli  Jean-Jacques Rousseau est inscrit au titre des monuments historiques en 1991[21]. L'édifice fut élevé au XVe siècle par Louis de Scorailles sénéchal du Berry et du Limousin sur l'emplacement d'un château du XIIe siècle. La famille de Scorailles le conservera jusqu'au début du XXe siècle. Le château, établi en équerre, avec chemin de ronde sur mâchicoulis, est flanqué de deux tours rondes et d'une tour carrée. À l'intérieur sont conservés deux décors peints des XVe et XVIe siècles dans la chapelle et dans la salle de justice, ainsi que des décorations du XVIIIe siècle. Il abrite également des collections de voitures, de poupée du monde et une exposition sur le méridien de Paris[22].
- L'église Saint-Ferréol d'Ally inscrite au titre des monuments historiques en 1987[23].
- L'église Saint-Babylas du village de Drignac.

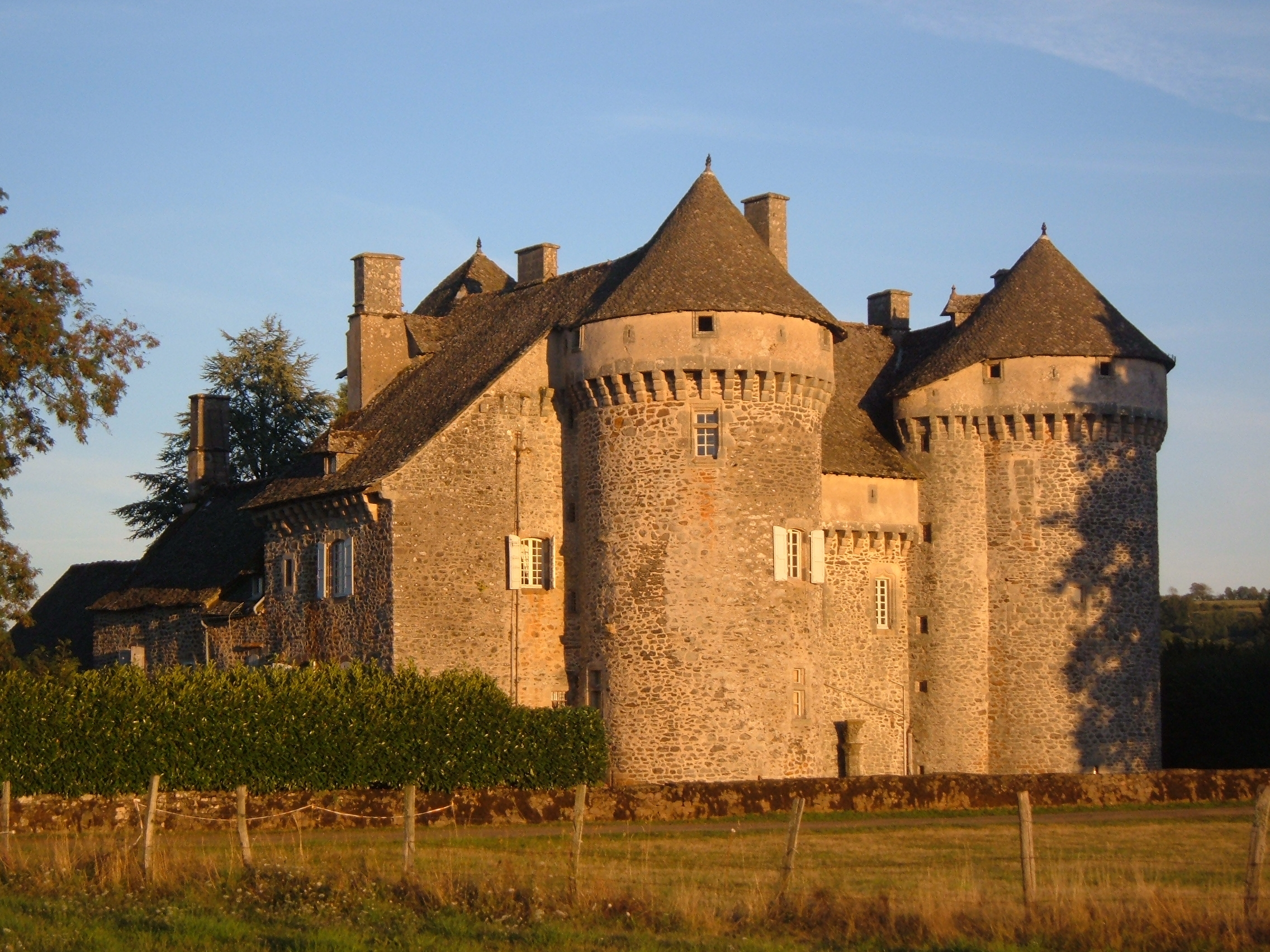
Château de La Vigne.
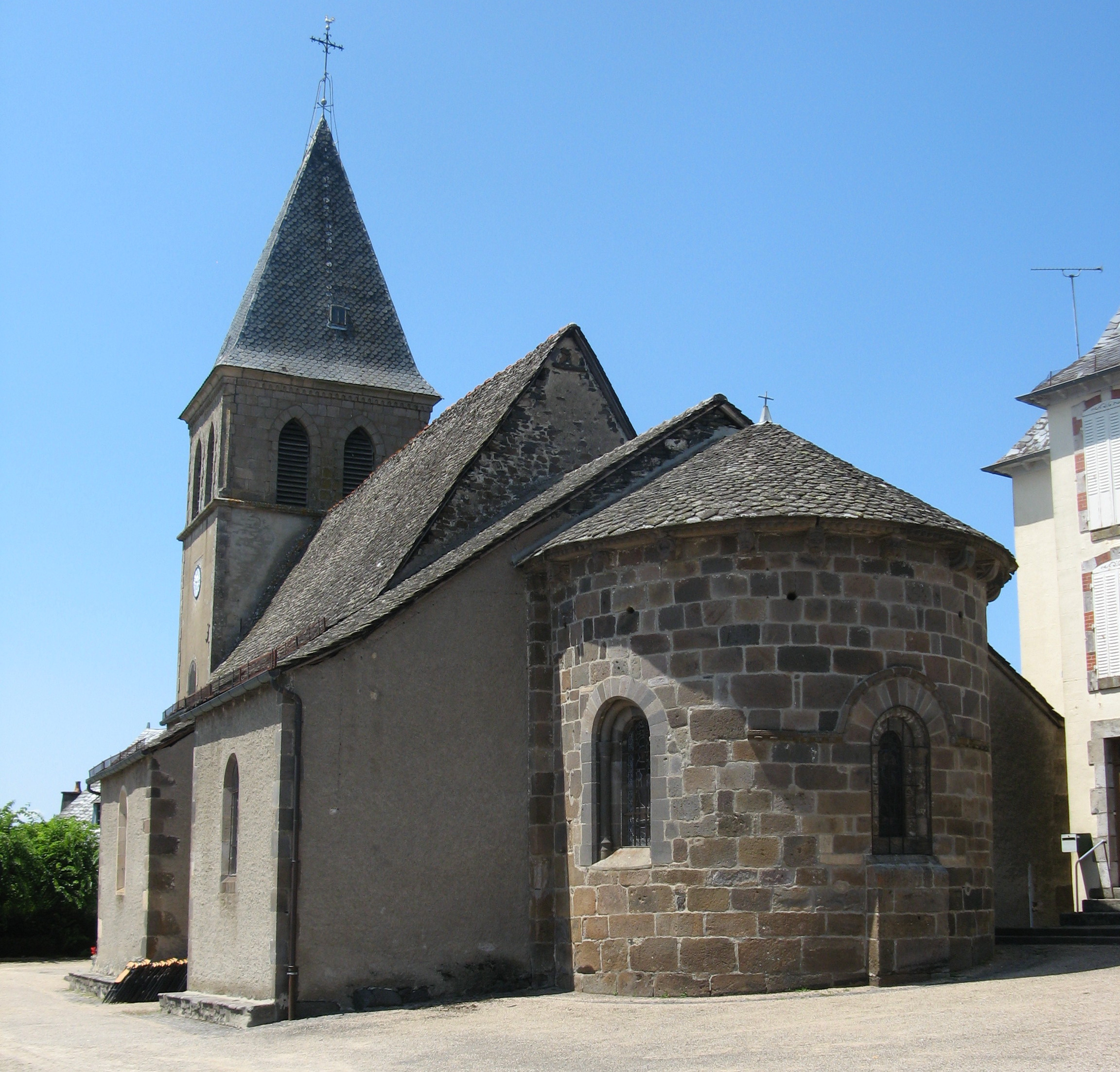
Église Saint-Ferréol d'Ally.
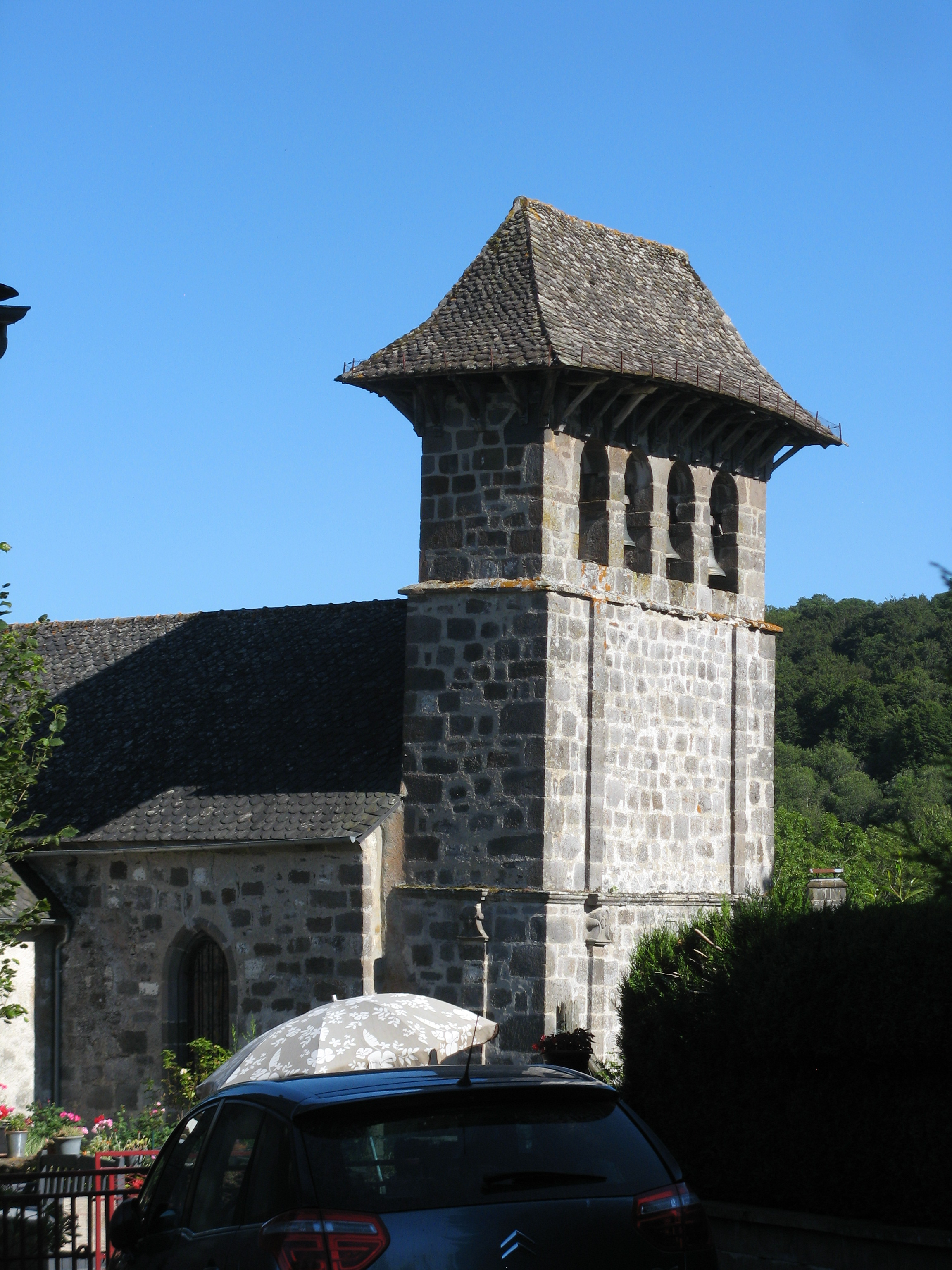
Église Saint-Babylas de Drignac.

### Personnalités liées à la commune
- Jean-Jacques Rousseau
- Jean-Baptiste Delambre
- Jean-Henri-Maximilien Baldus
- Patrik Ourednik

### Liste des curés[non pertinent]
| Période | Période | Identité    | Étiquette | Qualité |
| ------- | ------- | ----------- | --------- | ------- |
| 1946    |         | L. Gauthier |           | Curé    |
| 1947    |         | J. Mouterde |           | Curé    |